# Bacilo

variedad de forma de las bacterias, entre ellos los bacilos

En bacteriología: la palabra bacilo se usa para describir cualquier bacteria con forma de barra o vara, y pueden encontrarse en muchos grupos taxonómicos diferentes tipos de bacterias. Sin embargo el nombre Bacillus, se refiere a un género específico de bacteria. El otro nombre Bacilli; hace referencia a una clase de bacilos que incluyen dos órdenes, uno de los cuales contiene al género Bacillus.
Los bacilos son bacterias que se encuentran en diferentes ambientes y solo se pueden observar con un microscopio.
Los bacilos suelen dividirse en el mismo plano y son solitarios, pero pueden combinarse para formar diplobacilos, estreptobacilos y cocobacilos:
- Diplobacilos: Dos bacilos dispuestos uno al lado del otro.
- Estreptobacilos: Bacilos dispuestos en cadenas.
- Cocobacilos: Ovalados y en forma de bastoncillo.

Por tipo de bacteria los bacilos pueden ser:
- Bacilos Gram positivos: fijan el cristal violeta (tinción de Gram) en la pared celular porque tienen una gruesa capa de peptidoglucano.
- Bacilos Gram negativos: no fijan el cristal violeta y se tiñen con el colorante de contraste usado en la tinción de Gram que es la safranina, debido a que tienen una fina capa de péptidoglucano en medio de dos bicapas lipídicas en la cual se encuentran los lipopolisacáridos o también llamados endotoxinas (principalmente en la membrana externa).

Aunque muchos bacilos son patógenos para el ser humano, algunos no hacen daño, pues producen algunos productos lácteos como el yogur (lactobacilos).

## Ejemplos
A lo largo de la historia de la medicina y de la microbiología, varias de estas bacterias han producido enfermedad en los humanos y por lo general se han adoptado el nombre del científico que los descubría, por ejemplo:
- Bacilo de Aertrycke: Salmonela
- Bacilo de Bang: B. abortus
- Bacilo de Ducrey: H. ducreyi
- Bacilo de Eberth: S. typhi
- Bacilo de Nicolaier: Tétano
- Bacilo de Hansen: M. leprae
- Bacilo de Klebs-Löffler: C. diphtheriae
- Bacilo de Koch: M. tuberculosis
- Bacilo de Morex: Género Moraxella
- Bacilo de Yersin: Y. pestis